# Rodriguezia negrensis
Rodriguezia negrensis är en orkidéart som först beskrevs av João Barbosa Rodrigues, och fick sitt nu gällande namn av Célestin Alfred Cogniaux. Rodriguezia negrensis ingår i släktet Rodriguezia och familjen orkidéer. Inga underarter finns listade i Catalogue of Life.